# Centre Català de Rosario
El Centre Català de Rosario és una entitat catalana fundada el 23 de febrer de 1902 a Rosario (Santa Fe, Argentina) per Marcel·lí Giró i un grup de catalans. És un dels casals catalans més antics del món, fora de Catalunya, que manté el seu nom d'origen i la continuïtat jurídica i institucional. La seva són quatre barres roges sobre un fons groc.
La finalitat del Centre és enaltir Catalunya i estrènyer els vincles de fraternitat entre l'Argentina i Catalunya, procurant la unió dels seus membres per mitjà de la cultura en les seves relacions, costums i ajuda mútua. Té un esbart i un cor de cant coral anomenat Anselm Clavé, i organitza cursets de català i jornades gastronòmiques de menjar típic català. El 1988 va rebre la Creu de Sant Jordi.